# Dominick Barlow
Dominick Barlow (Hackensack, 26 de maio de 2003) é um jogador norte-americano de de basquete profissional que atualmente joga no Atlanta Hawks da National Basketball Association (NBA) e do College Park Skyhawks da G-League.

## Carreira no ensino médio
Barlow jogou basquete pela St. Joseph's Preparatory School na Filadélfia como calouro, recebendo tempo de jogo limitado. Depois de um ano, ele se transferiu para a Dumont High School em sua cidade natal, Dumont, Nova Jersey. Barlow assumiu um papel de liderança em sua terceira temporada e teve médias de 23,3 pontos e 12,6 rebotes. Durante sua última temporada, que foi limitada a oito jogos pela pandemia de COVID-19, ele teve médias de 27,6 pontos, 17 rebotes, 3,1 assistências e 2,6 bloqueios. Barlow foi nomeado Jogador do Ano de North Jersey. Ele era um recruta de quatro estrelas e pretendia jogar uma temporada de pós-graduação na Bridgton Academy em Bridgton, Maine, antes de buscar opções profissionais.

## Carreira profissional

### Team Overtime (2021–2022)
Em 2 de setembro de 2021, Barlow assinou pelo Team Overtime para a temporada inaugural da Overtime Elite. Ele jogou pelo Team Overtime no OTE e teve médias de 14,8 pontos e 5,9 rebotes.

### San Antonio/Austin Spurs (2022–2024)
Depois de não ser selecionado no draft da NBA de 2022, Barlow assinou um contrato de duas vias com o San Antonio Spurs, tornando-se o primeiro jogador do Overtime Elite a fazer parte do elenco da NBA. Barlow se juntou ao elenco da Summer League de 2022 dos Spurs e fez sua estreia em 8 de julho de 2022, marcando nove pontos e sete rebotes em uma derrota por 90-99 para o Cleveland Cavaliers. Barlow fez sua estreia na NBA com os Spurs em 2 de novembro de 2022, obtendo dois pontos e três assistências em uma derrota esmagadora por 143-100 contra o Toronto Raptors.
Em 28 de janeiro de 2023, na derrota por 126–110 para o Rio Grande Valley Vipers na G-League, Barlow terminou com um jogo de duplo-duplo com 32 pontos e 10 rebotes jogando pelo Austin Spurs. Em 2 de abril de 2023, Barlow registrou seu primeiro duplo-duplo na NBA com 12 pontos e 10 rebotes, além de 5 assistências em uma vitória de 142–134 na prorrogação sobre o Sacramento Kings. No último jogo da temporada, ele registrou 21 pontos e 19 rebotes, recordes da carreira, em uma vitória de 138–117 sobre o Dallas Mavericks.
Em 27 de julho de 2023, Barlow assinou um contrato de duas vias para a temporada de 2023–24. Ele foi convertido para um contrato padrão da NBA em 2 de março de 2024.

### Atlanta Hawks / College Park Skyhawks (2024–Presente)
Em 30 de julho de 2024, Barlow assinou um contrato de duas vias com o Atlanta Hawks e o seu afiliado da G-League, College Park Skyhawks.

## Estatísticas de carreira

### NBA

#### Temporada regular
| Ano      | Equipe      | PJ | PT | MPJ  | AP   | 3P   | LL   | RT  | AS  | BR | TO | PPJ |
| -------- | ----------- | -- | -- | ---- | ---- | ---- | ---- | --- | --- | -- | -- | --- |
| 2022–23  | San Antonio | 28 | 0  | 14.6 | .535 | .000 | .720 | 3.6 | .9  | .4 | .7 | 3.9 |
| 2023–24  | San Antonio | 33 | 1  | 12.7 | .496 | .333 | .690 | 3.4 | 1.1 | .4 | .4 | 4.4 |
| Carreira | Carreira    | 61 | 1  | 13.6 | .515 | .166 | .705 | 3.5 | 1.0 | .4 | .5 | 4.1 |